# Bouddhisme séculier
 (octobre 2019).
Si vous disposez d'ouvrages ou d'articles de référence ou si vous connaissez des sites web de qualité traitant du thème abordé ici, merci de compléter l'article en donnant les références utiles à sa vérifiabilité et en les liant à la section « Notes et références ».
Le bouddhisme séculier, parfois aussi qualifié de bouddhisme agnostique, bouddhisme ignostique, bouddhisme athée, bouddhisme pragmatique, l'athéisme bouddhiste, ou de la laïcité bouddhiste est un terme général pour une nouvelle forme de bouddhisme et de spiritualité laïque basée sur des valeurs humanistes, sceptique, et/ou agnostique, ainsi que pragmatiste et (souvent) naturaliste, plutôt que des croyances religieuses (ou plus précisément Surnaturelles ou paranormales).
Les bouddhistes séculiers interprètent les enseignements du Bouddha et des textes bouddhistes de manière rationaliste et souvent évidentialiste, en tenant compte du contexte historique et culturel de l'époque du Bouddha et de l'écriture des différents suttas, sutras et tantras.
Dans le cadre du bouddhisme séculier, la doctrine bouddhiste peut être privée de toute combinaison indéterminée de diverses croyances traditionnelles pouvant être considérées comme superstitieuses ou ne pouvant pas être vérifiées par des recherches empiriques, à savoir : des êtres surnaturels (tels que devas, bodhisattvas, nāgas, pretas, Bouddhas, etc.), la punya (mérite) et son transfert, la re-naissance, la cosmologie bouddhiste (y compris l’existence de terres pures et d’enfers), etc.
L'éthique bouddhiste traditionnelle, avec des conceptions conservatrices concernant l'avortement et la sexualité humaine, peut également être remise en question. Certaines écoles, en particulier les écoles bouddhistes occidentales, adoptent des positions plus progressistes concernant les questions sociales.

## Histoire
L’apparition du bouddhisme séculier est comprise comme faisant partie du mouvement de sécularisation qui s’est développé en Occident depuis le remise au goût du jour de la culture grecque classique à la Renaissance, plutôt que simplement du simple triomphe du rationalisme scientifique sur la religion dans le monde. période moderne. En outre, de nombreux aspects du bouddhisme séculier ont été motivés par des développements organisationnels qui ont débuté au sein de communautés de pratiques bouddhistes séculières (sanghas) en Occident au cours des dernières décennies du XXe siècle, lorsque les caractéristiques hiérarchiques de la culture monastique bouddhiste ont été abandonnées en faveur de principes démocratiques dans le cadre de ces associations. En particulier, la nécessité d'inclure les femmes sur un pied d'égalité a engendré des innovations organisationnelles, qui ont bouleversé les anciens modèles d'autorité patriarcale et d'exclusivité masculine.
Au XXIe siècle, les nouvelles technologies de l’information et de la communication ont ouvert la voie au bouddhisme séculier en rendant les enseignements et la discussion plus accessibles, facilitant ainsi la formation de communautés de pratiques virtuelles et réelles. Il existe aujourd'hui des sites explicitement dédiés au bouddhisme séculier en Australie, en Autriche, au Canada, en Nouvelle-Zélande, en Espagne, au Royaume-Uni et aux États-Unis.
Le bouddhisme séculier tire ses racines du bouddhisme moderne et de l'humanisme séculier. Le mouvement Insight Meditation aux États-Unis a été fondé sur des valeurs laïques modernistes. Jack Kornfield, professeur américain et ancien moine Theravadin, a déclaré que l'Insight Meditation Society souhaitait présenter la méditation bouddhiste « sans les complications des rituels, des robes, des chants et de toute la tradition religieuse ». S. N. Goenka, instructeur populaire de méditation bouddhiste Vipassanā, a enseigné que sa pratique n'était pas une doctrine sectaire, mais « quelque chose dont les gens de tous les milieux peuvent bénéficier : un art de vivre ». En conséquence le bouddhisme est essentiellement vu comme une philosophie appliquée, plutôt qu'une religion, ou repose sur une philosophie bouddhiste sans dogmatisme.
Stephen Batchelor, bouddhiste séculier autoproclamé, promeut une forme de bouddhisme strictement séculier/laïc. Il était moine bouddhiste ordonné selon les formes plus traditionnelles du bouddhisme. Dans sa pratique de moine pratiquant le bouddhisme tibétain puis le bouddisme zen, il a ressenti le besoin d'une approche plus séculière et agnostique. Dans ses livres Le bouddhisme sans croyances et la confession d'un athée bouddhiste, il articule son approche de l'enseignement du Bouddha, décrit Siddhartha Gautama comme un personnage historique plutôt qu'une icône religieuse idéalisée, et examine les doctrines bouddhistes typiques traitant du concept de vie après la mort.
Lord Avebury, pair libéral démocrate, était un bouddhiste laïque, un humaniste et un mécène de la British Humanist Association jusqu'à sa mort. Il a contribué à l'abolition du crime de blasphème en Angleterre et au pays de Galles.

## Principaux concepts et pratiques
Le bouddhisme séculier est un mouvement émergent à prédominance laïque[pas clair]  au sein du bouddhisme. Contrairement aux divers types de modernismes bouddhistes qui tendent à moduler l'expression des écoles traditionnelles de pensée et de pratiques bouddhistes à la lumière des discours de la modernité, le bouddhisme séculier est fondé sur une reconfiguration des éléments centraux du dharma lui-même. À cette fin, il cherche à retrouver les enseignements originaux de Siddhartha Gautama, le Bouddha historique, sans toutefois prétendre révéler « ce que le Bouddha voulait vraiment dire ». Au contraire, il interprète les premiers enseignements canoniques de manière à en tirer le sens dans le contexte historique du Bouddha (la culture des plaines gangétiques au Ve siècle av. J.-C.) tout en démontrant leur valeur et leur pertinence pour les personnes vivant à notre époque. Les deux aspects de cette interprétation sont littéralement « séculiers » en ce sens qu’ils évoquent le mot latin racine saeculum - un âge ou une génération donnés. La Confession d'un athée bouddhiste de Stephen Batchelor résume peut-être mieux l'esprit de ce mouvement.
Le bouddhisme séculier propose de laisser derrière nous les croyances métaphysiques et la sotériologie de la culture religieuse indienne. Celle-ci considérait la vie humaine comme un domaine irréductible de la souffrance, dans lequel il fallait rechercher la transcendance dans une condition durable qui dépasse l'entendement humain - une position que pratiquement toutes les écoles bouddhistes, ainsi que l'hindouisme et le jaïnisme, perpétuent. Le bouddhisme séculier, quant à lui, cherche à utiliser l'enseignement du Bouddha comme guide de l'épanouissement humain dans cette vie et dans ce monde. En adoptant cette position post-métaphysique, il se sépare des formes religieuses existantes de l'orthodoxie bouddhiste, qui ont évolué depuis la mort du Bouddha. Au lieu de cela, il s’aligne sur la philosophie post-métaphysique d’aujourd’hui, et notamment sur la phénoménologie, pour se retrouver sur une trajectoire convergente avec des mouvements similaires dans la théologie chrétienne radicale, comme en témoignent les travaux de penseurs tels que Don Cupitt et Gianni Vattimo
De même, le bouddhisme séculier rejette les structures de pouvoir autoritaires légitimées par la métaphysique de la croyance bouddhiste orthodoxe. Il remet en question les notions de progrès spirituel fondées sur des prescriptions normalisées pour la pratique de la méditation, ainsi que l'idée répandue que la pratique bouddhiste vise essentiellement à acquérir la maîtrise d'un ensemble de techniques de méditation approuvées par l'autorité d'une école ou d'un enseignant traditionnel. Au lieu de cela, le bouddhisme séculier met l'accent sur une praxis qui encourage l'autonomie et englobe de manière égale tous les aspects de son humanité, décrits par le Noble Chemin octuple (vision juste, intention, parole, action, moyens de subsistance, effort, pleine conscience et concentration). Une telle approche est susceptible de générer un large éventail de réponses aux besoins spécifiques des individus et des communautés, plutôt que d'insister sur le fait qu'il existe "une (seule) véritable voie" de "l'illumination" valable pour tous les temps et tous les lieux.